# Arrondissement di Ancenis
L'arrondissement di Ancenis è una suddivisione amministrativa francese, situata nel dipartimento della Loira Atlantica e nella regione dei Paesi della Loira.

## Composizione
L'arrondissement di Ancenis raggruppa 29 comuni in 5 cantoni:
- cantone di Ancenis
- cantone di Ligné
- cantone di Riaillé
- cantone di Saint-Mars-la-Jaille
- cantone di Varades